# Radwanice (gmina)
Radwanice (daw. gmina Jakubów) – gmina wiejska w województwie dolnośląskim, w powiecie polkowickim. W latach 1975–1998 gmina położona była w województwie legnickim.
Siedziba gminy to Radwanice.
Według danych z 31 grudnia 2019 r. gminę zamieszkiwało 4737 osób. Natomiast według danych z 30 czerwca 2020 roku gminę zamieszkiwały 4854 osoby.

## Podział gminy
Miejscowości w gminie Radwanice:

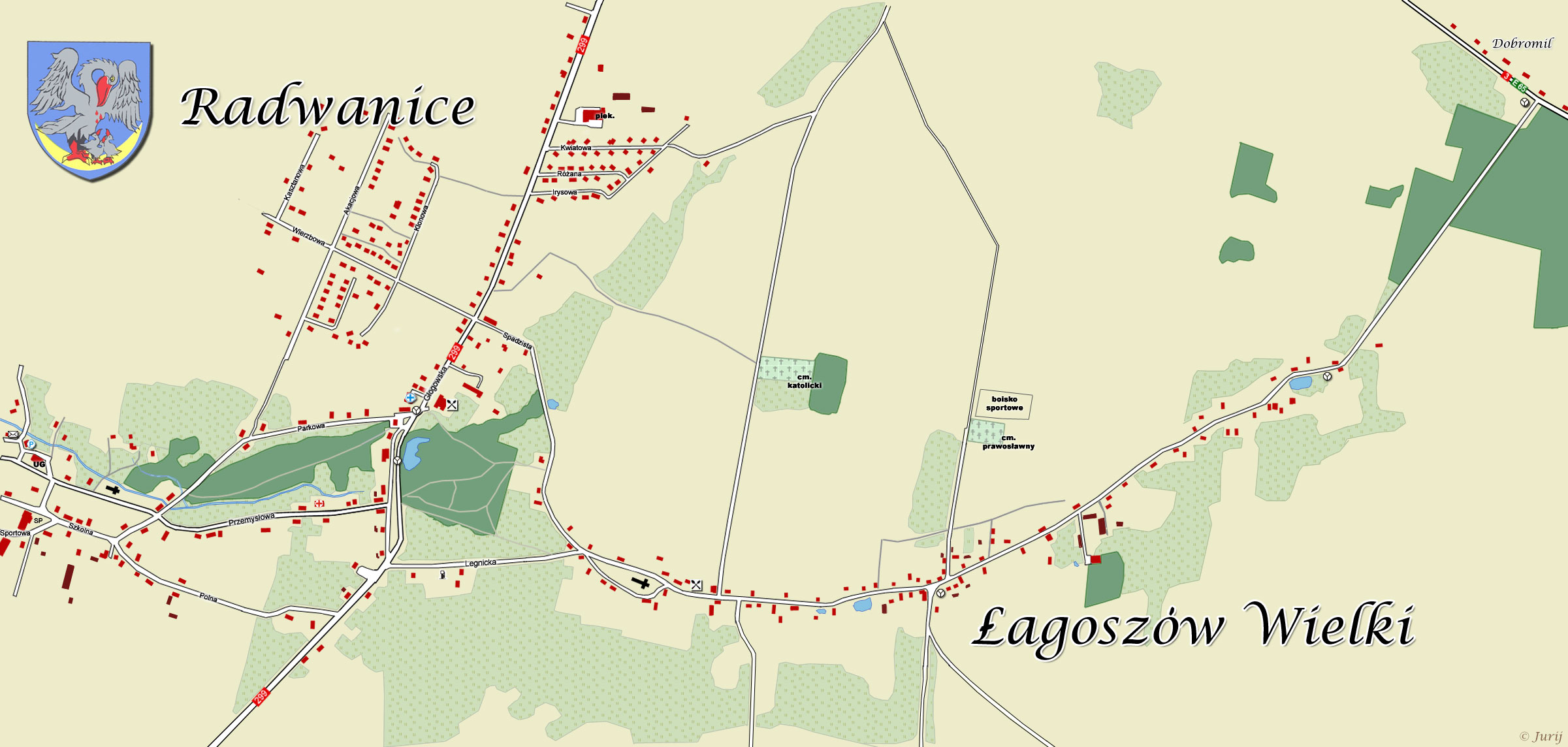
Radwanice i Łagoszów Wielki

- wsie: Buczyna, Drożów, Drożyna, Jakubów, Kłębanowice, Lipin, Łagoszów Wielki, Nowy Dwór, Nowa Kuźnia, Przesieczna, Radwanice, Sieroszowice, Strogoborzyce;
- kolonie: Borów, Dobromil, Teodorów, Ułanów

## Struktura powierzchni
Według danych z roku 2002 gmina Radwanice ma obszar 83,97 km², w tym:
- użytki rolne: 77%
- użytki leśne: 14%

Gmina stanowi 10,77% powierzchni powiatu.

## Demografia

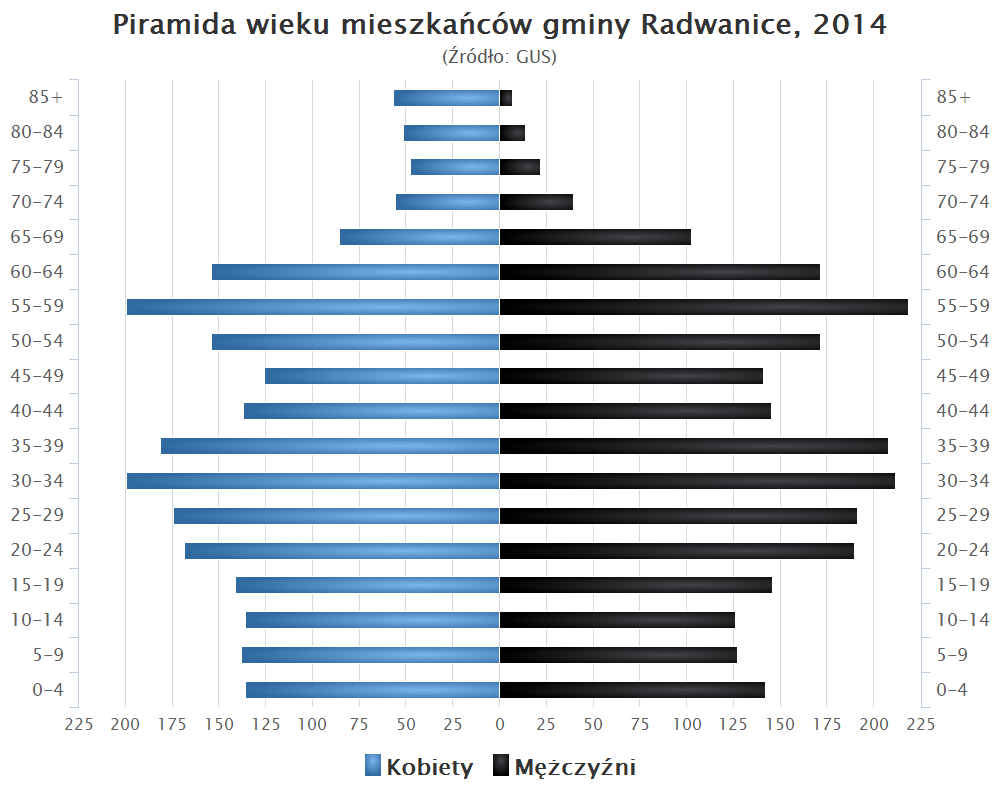
Piramida wieku mieszkańców gminy Radwanice w 2014 roku

Dane z 30 czerwca 2004:
| Opis                              | Ogółem | Ogółem | Kobiety | Kobiety | Mężczyźni | Mężczyźni |
| --------------------------------- | ------ | ------ | ------- | ------- | --------- | --------- |
| jednostka                         | osób   | %      | osób    | %       | osób      | %         |
| populacja                         | 4342   | 100    | 2136    | 49,2    | 2206      | 50,8      |
| gęstość zaludnienia (mieszk./km²) | 51,7   | 51,7   | 25,4    | 25,4    | 26,3      | 26,3      |

## Ochrona przyrody
Na obszarze gminy znajduje się rezerwat przyrody Buczyna Jakubowska chroniący unikalne fragmenty starych lasów bukowych na Wzgórzach Dalkowskich, zróżnicowane lasy liściaste z grupy grądów i łęgów z szeregiem chronionych gatunków flory i ornitofauny.

## Sąsiednie gminy
Chocianów, Gaworzyce, Jerzmanowa, Polkowice, Przemków, Żukowice